# Прибельский сельсовет
Прибельский сельсовет — муниципальное образование в Кармаскалинском районе Башкортостана.
Административный центр — село Прибельский.

## История
Согласно «Закону о границах, статусе и административных центрах муниципальных образований в Республике Башкортостан» имеет статус сельского поселения.

## Население
| 2002  | 2009  | 2010  | 2012  | 2013  | 2014  | 2015  |
| ----- | ----- | ----- | ----- | ----- | ----- | ----- |
| 5501  | ↘5370 | ↘5345 | ↘5291 | ↘5261 | ↘5221 | ↘5162 |
| 2016  | 2017  | 2018  |       |       |       |       |
| ↘5118 | ↘5027 | ↘4967 |       |       |       |       |

## Состав сельского поселения
| № | Населённый пункт                | Тип населённого пункта       | Население |
| - | ------------------------------- | ---------------------------- | --------- |
| 1 | Прибельский                     | село, административный центр | ↘4241     |
| 2 | Сарт-Наурузово                  | деревня                      | ↗404      |
| 3 | Деревня станции Сахарозаводская | деревня                      | ↗82       |

## Исполнительная власть
Администрация сельского поселения Прибельский сельсовет: Россия, 453012, Башкортостан, Кармаскалинский район, с. Прибельский, ул. Пугачева, д. 1.

## Экономика
Один из центров промышленности района, продукцией предприятий снабжаются многие регионы России. Основное направление: переработка сельскохозяйственной продукции.
- Карламанский сахарный завод ОАО «Карламанский сахар»  с ежегодным производством сахара 20-22 тыс. тонн;
- Карламанский молочноконсервный комбинат ОАО «Карламанский сахар»  производительностью 22 млн. банок молочных консервов, 400 тонн животного масла, 1400 тонн цельномолочной продукции в год;
- откормочный совхоз.